# Trịnh Thành Công
Trịnh Thành Công (tiếng Trung: 鄭成功; bính âm: Zhèng Chénggōng) (2 tháng 8 năm 1624 - 23 tháng 6 năm 1662), nguyên huý là Sâm, tự là Minh Nghiễm hay Đại Mộc, hay còn được biết đến với tên gọi khác là Trịnh Sâm, Trịnh Quốc Tính, Trịnh Diên Bình, và được dân gian tôn sùng gọi ông là Quốc Tính gia, là nhà lãnh đạo quân sự, chính trị của triều Nam Minh, sinh tại Hirado, Nhật Bản, cha là Trịnh Chi Long một hải tặc/thương nhân và mẹ là bà Tagawa Matsu người Nhật.
Trịnh Thành Công là danh tướng kiệt xuất thời kỳ cuối nhà Minh đầu nhà Thanh. Ông là anh hùng dân tộc Trung Quốc, đã dùng 16 năm cuối đời mình để kháng chiến nhà Thanh, không thành công trong các chiến dịch quân sự tại miền Đông Nam Trung Quốc trong nỗ lực phản Thanh phục Minh, ông đưa tướng sĩ và gia quyến vượt biển di cư sang Đài Loan, sau đó ông tổ chức và chỉ huy một hạm đội tiến hành chiến dịch quân sự đánh bại công ty Đông Ấn Hà Lan trên đảo Đài Loan từ năm 1661 đến 1662, tiếp tục tiến hành xây dựng lực lượng vững mạnh trên đảo nhằm hỗ trợ cho các hoạt động chống nhà Thanh ở đại lục, sau khi ông mất, con là Trịnh Kinh tiếp tục tăng cường cai trị, biến đảo Đài Loan thành một nước độc lập là vương quốc Đông Ninh cho tới khi bị tướng Thi Lang của nhà Thanh vượt biển mang quân sang tiêu diệt năm 1683.

## Tiểu sử

### Thời kỳ thiếu niên

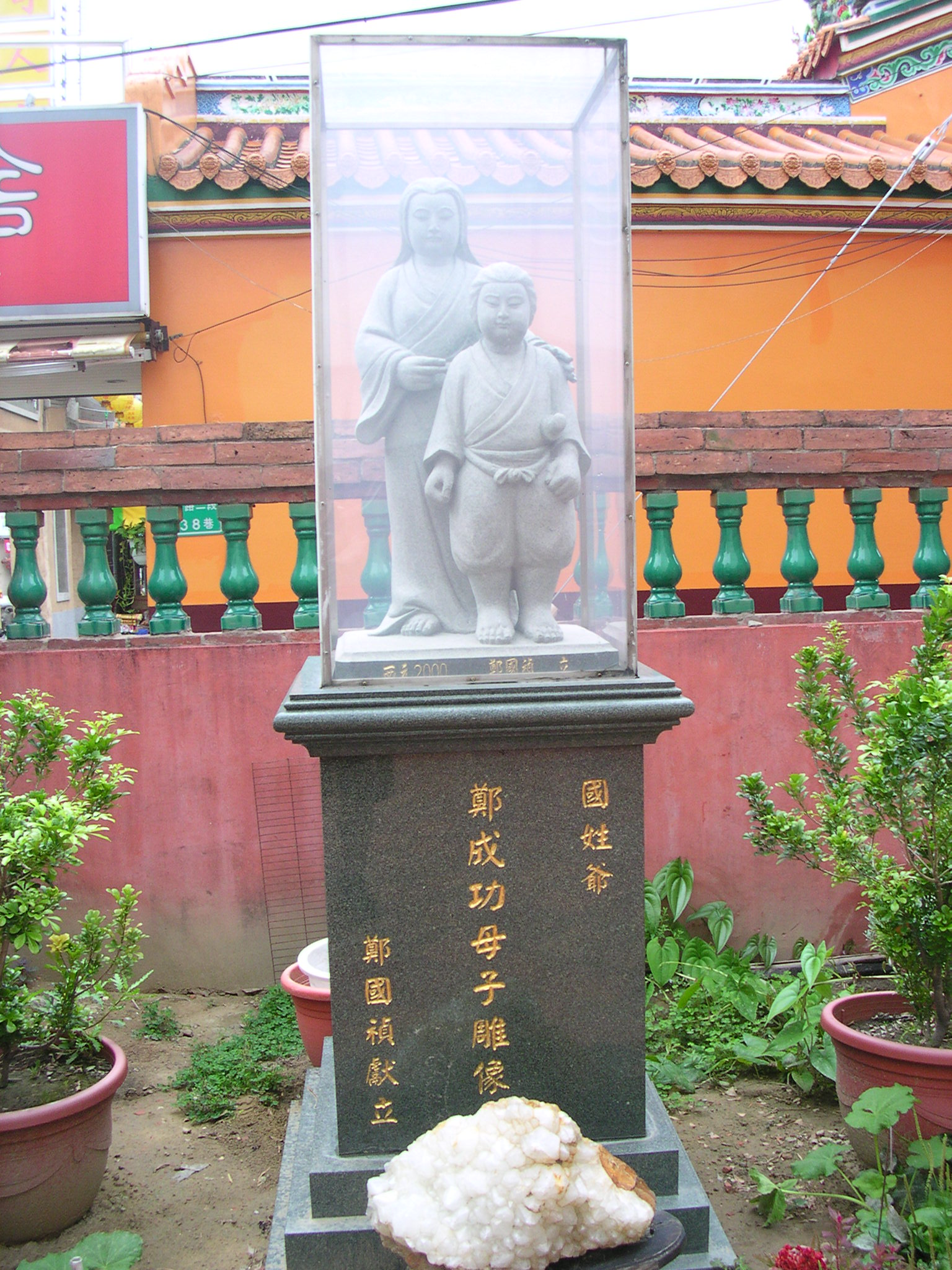
Tượng mẹ con Trịnh Thành Công (trong miếu thờ nhà họ Trịnh ở Đài Nam, Đài Loan)

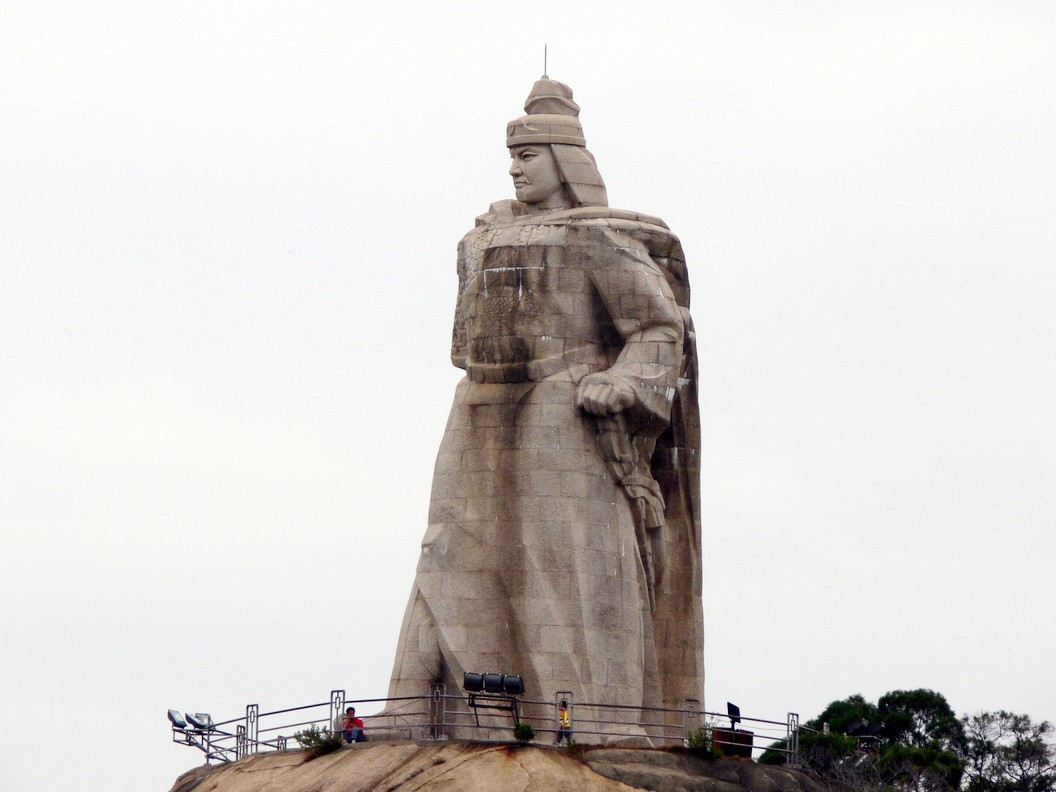
Tượng Trịnh Thành Công tại Cổ Lãng Tự, Hạ Môn, Phúc Kiến

Trịnh Thành Công sinh vào ngày 2 tháng 8 năm 1624 tại đảo Hira, quốc Hizen (nay là thành phố Hirado, tỉnh Nagasaki), Nhật Bản. Cha ông tên là Trịnh Chi Long, xuất thân từ Nam An, Tuyền Châu, Phúc Kiến (bây giờ thuộc về thị trấn Thạch Tĩnh, thành phố Nam An cho tới thị trấn An Hải thành phố Tấn Giang đều nằm dưới sự cai quản của thành phố Tuyền Châu tỉnh Phúc Kiến), là thương nhân buôn bán kiêm thủ lĩnh một toán hải tặc, thường hoạt động trên biển giữa Nhật Bản, Đài Loan và vùng biển Phúc Kiến. Những năm đầu thời kỳ Sùng Trinh, Trịnh Chi Long quy hàng tuần phủ Hùng Văn Xán nhà Minh và được phong làm tướng quân du kích. Sau nhờ lập công nên được thăng cấp lên quan quan tổng binh. Mẹ ông tên là Tagawa, người Hirado tỉnh Nagasaki, Nhật Bản, nhưng nguyên quán lại ở Trung Quốc. Bà có họ Trung Quốc là Ông.
Năm lên 7 tuổi, Trịnh Thành Công, được cha đưa từ Nhật Bản về định cư tại Nam An, Phúc Kiến, Trung Quốc. Lúc nhỏ ông thông minh hơn người, tinh thông cả binh pháp, ngũ kinh. Năm Sùng Trinh thứ 11 (năm 1638), ông thi đậu tú tài, trong cuộc khảo thí trở thành một trong mười hai Lẫm thiện sinh của huyện Nam An. Năm 1641, kết hôn với cháu gái của Tiến sĩ Lễ bộ thị lang Đổng Dương Tiên người Huệ An, Tuyền Châu, Phúc Kiến. Năm 1644, ông vào học tại Quốc Tử Giám ở Nam Kinh, trở thành thái học sinh, được gặp và học với nhà nho có tiếng đương thời là Tiền Khiêm Ích.
Cùng năm 1644, thủ lĩnh quân khởi nghĩa, Sấm vương Lý Tự Thành công phá Bắc Kinh, vua Sùng Trinh treo cổ tự tử ở Môi Sơn. Về sau Tổng binh nhà Minh trấn thủ Sơn Hải quan Ngô Tam Quế đã mở cửa biên cương dẫn quân Thanh nhập quan tiến vào Trung Nguyên, đánh bại Lý Tự Thành, chiếm lại Bắc Kinh, một số di thần nhà Minh tại Nam Kinh ủng hộ lập Phúc vương Chu Do Tung lên ngôi, năm sau (năm 1645) đổi niên hiệu thành Hoằng Quang. Tháng 5 năm 1645 (Hoằng Quang nguyên niên) Dự Thân vương Đa Đạc nhà Thanh thống lĩnh quân binh nam chinh, chiếm được Dương Châu và Nam Kinh, Binh bộ thượng thư nhà Minh là Sử Khả Pháp cùng nhiều người khác tuẫn quốc, Hoằng Quang Đế bị bắt, rồi bị giết, chính quyền Hoằng Quang diệt vong.

### Thời kỳ Long Vũ
Năm Thuận Trị thứ 12 (năm 1645), Trịnh Chi Long lập Đường vương Chu Duật Kiện lên làm hoàng đế, đóng đô ở Phúc Châu, đặt niên hiệu đầu tiên là Long Vũ. Trịnh Thành Công được đưa đến yết kiến Đường vương. Đường vương rất yêu mến và ưu ái chàng thanh niên trẻ tuổi trí dũng song toàn, bèn đặt họ Chu cho ông, đổi tên ông là Thành Công. Sau đó còn phong Trịnh Thành Công là Trung Hiếu bá, tước hiệu là Quốc Tính gia.
Tháng 7, năm Thuận Trị thứ 3 (năm 1646), đại quân nhà Thanh tiến công Phúc Kiến trực tiếp đe dọa Tiên Hà Quan (nay là thành phố Thành Bắc tỉnh Phúc Kiến). Trịnh Thành Công đệ trình lên Long Vũ đế bản Điều trần kháng Thanh.Long Vũ đế phong Trịnh Thành Công làm Đô đốc Trung quân ngự doanh, và trao ấn Chiêu thảo đại tướng quân cho Trịnh Thành Công. Nhưng lúc ấy, Trịnh Chi Long vẫn còn hoài nghi triều đình Nam Minh cho nên khi quân Thanh do Bôi Lặc Bác Lạc chỉ huy, từ Chiết Giang kéo xuống Phúc Kiến, bèn ra lệnh cho tướng phòng thủ Tiêu Hà Quan là Thi Phúc (còn gọi là Thi Thiên Phúc, chú họ của tướng Thi Lang) rút quân đến Phúc Châu khi quân Thanh áp sát Phúc Kiến. Trịnh Chi Long nhanh chóng rút lui về pháo đào duyên hải, để mặc Long Vũ Đế đơn độc một mình chống quân Thanh.
Tháng 8 cùng năm, quân Thanh tấn công và chiếm được Phổ Thành, Hà Phổ, Long Vũ Đế chạy trốn qua Giang Tây, bị quân Thanh bắt sống tại Đinh Châu, về sau ông không chịu khuất phục, tuyệt thực mà chết, chính quyền Long Vũ diệt vong. Còn Trịnh Chi Long và gia tướng cùng toàn bộ lực lượng của mình lập tức đầu hàng nhà Thanh. Lúc ấy, Trịnh Thành Công đã cố gắng khuyên giải cha ông nhưng vô hiệu, thậm chí Chi Long còn định đưa Thành Công đến gặp Bôi Lặc Bác Lạc. Sau đó do sự giúp đỡ của người chú là Trịnh Hồng Quỳ, Thành Công đã lặng lẽ chạy trốn ra đảo Kim Môn.
Trịnh Thành Công dự định thành lập quân đội riêng để hoạt động vũ trang nhằm chống lại quân Thanh, nhưng số lượng quân sĩ quá ít và trang bị còn yếu kém. Vì vậy vào tháng 12 năm Thuận Trị thứ 3, ông đến tuyển mộ quân lính tại miền nam Quảng Đông (nay là đảo Nam Việt tỉnh Quảng Đông) nhanh chóng thành thành lập được một đội ngũ mấy nghìn binh sĩ. Trịnh Thành Công còn triệu tập các tướng sĩ văn võ đến và tuyên bố thành lập hội Chiêu thảo đại tướng quân, đồng thời còn ra sức rèn luyện binh sĩ, sắm sửa, tân trang vũ khí và đóng khá nhiều tàu chiến để chuẩn bị công cuộc kháng Thanh lâu dài.

## Kháng cự quân Thanh ở đông nam

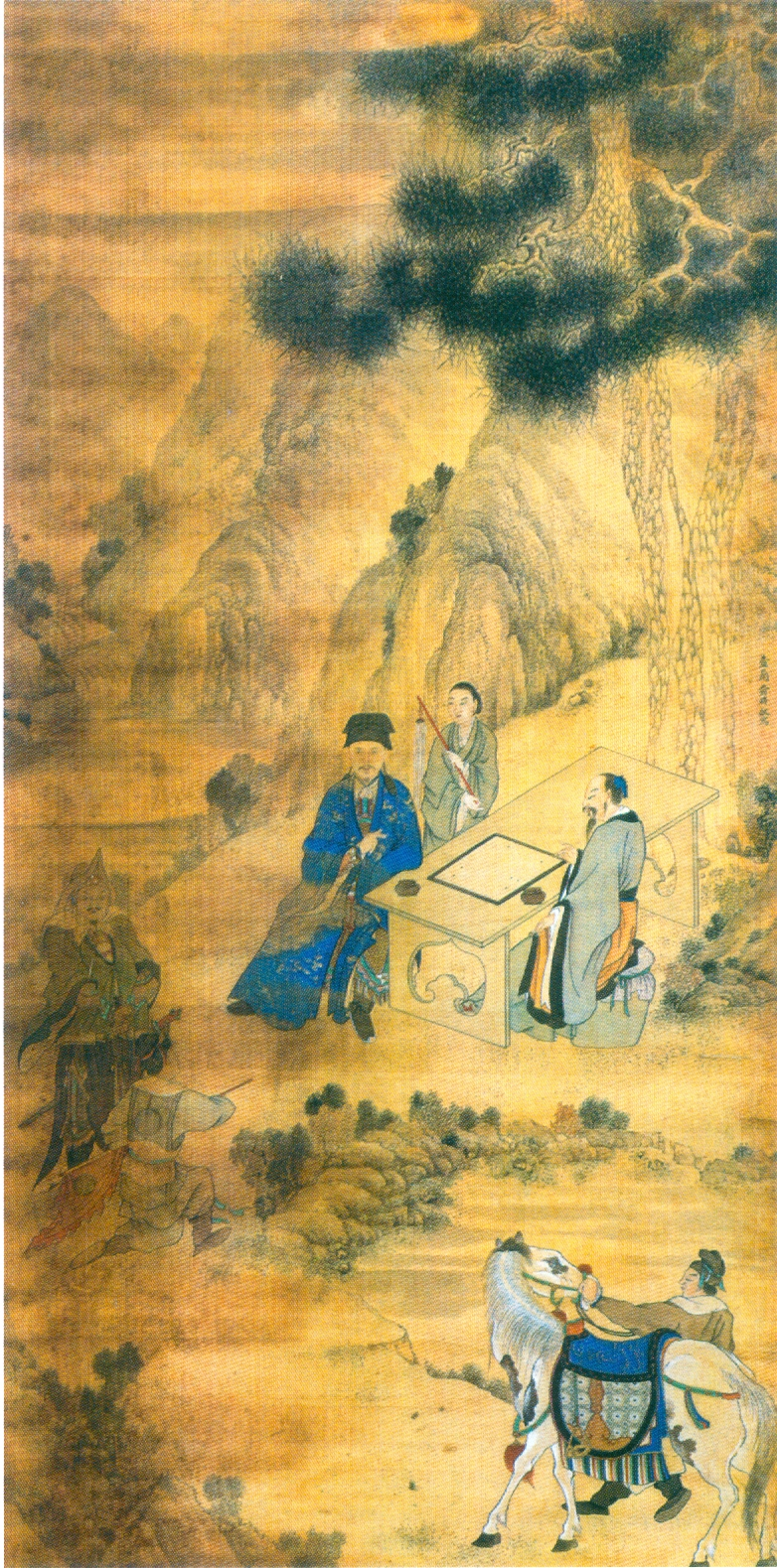
Chân dung Trịnh Thành Công

### Phong trào chống Thanh dưới thời Vĩnh Lịch
Tháng 8 cùng năm, Trịnh Thành Công và người chú Trịnh Hồng Quỳ hợp lực tiến công Tuyền Châu (nay là thành phố Tuyền Châu). Chỉ trong một trận đã đánh chiếm được núi Đào Hoa tại ngoại thành Tuyền Châu, thanh thế rất lớn. Tháng 10, Minh Quế vương là Chu Do Lang lên ngôi vua ở Triệu Khánh niên hiệu Vĩnh Lịch, Quảng Đông (nay là Triệu Khánh tỉnh Quảng Đông). Trịnh Thành Công cử người đến Quảng Đông chúc mừng, bản thân ông cũng tuyên bố sử dụng niên hiệu Vĩnh Lịch.
Mùa xuân năm Thuận Trị thứ 4 (năm 1647), quân Thanh đánh tập kích vào An Bình (nay là An Hải tỉnh Phúc Kiến), bản doanh cũ của quân Trịnh, và bắt sống mẹ của ông là bà Tagawa, vừa trở về từ Nhật Bản năm 1645 theo gia đình tới ở Phúc Kiến (một người anh em họ của ông là Tagawa Shichizaemon vẫn còn ở lại Nhật Bản). Bà kiên quyết không đầu hàng quân Thanh cùng chồng và tự tử sau đó, nên Trịnh Thành Công buộc phải rút quân về.
Năm Thuận Trị thứ 4 (năm 1647), tháng 7, Trịnh Thành Công hiệp đồng với Trịnh Thái cùng tiến đánh Hải Đăng nhưng thất bại. Trịnh Thành Công lại cùng Trịnh Hồng Quỳ bao vây thành Chương Châu nhưng quân Thanh có quân cứu viện nên quân Trịnh phải triệt thoái. Mùa thu, Vĩnh Lịch đế phong Trịnh Thành Công làm Uy Viễn hầu sau lại tấn phong Chương Quốc công.
Năm Thuận Trị thứ 5 (năm 1648), tháng 3 nhuận, Trịnh Thành Công lại đem quân đánh thành Đồng An (nay là Đồng An tỉnh Phúc Kiến), chỉ một trận là lấy được thành.
Năm 1649, Vĩnh Lịch đế lại phong Trịnh Thành Công tước Diên Bình Vương.

### Chiến dịch Triều Châu
Sau đó Trịnh Thành Công đưa quân xuống miền nam, lần lượt đánh chiếm Chương Phố (nay là Chương Phố tỉnh Phúc Kiến), trấn Vân Tiêu (nay là Vân Tiêu tỉnh Phúc Kiến), Chiếu An (nay là Chiếu An tỉnh Phúc Kiến). Nhờ đó, đã dẹp hết được thế lực của bọn cường hào đang hùng cứ tại Hoàng Cương Quảng Đông (nay là Nhiêu Bình tỉnh Quảng Đông), Đăng Hải (nay là Đăng Hải tỉnh Quảng Đông), Triều Dương (nay là Triều Dương tỉnh Quảng Đông). Và cũng nhờ đó, đã thu hồi được một khu vực rộng lớn ở ven biển đông nam, bao gồm Triều Châu của Quảng Đông, Chương Châu và Tuyền Châu của Phúc Kiến.

### Chiến dịch Hạ Môn
Năm Thuận Trị thứ 7 (năm 1650) tháng 8, Trịnh Thành Công giải phóng Hạ Môn, giành được một vị trí trú đóng lâu dài. Khi Trịnh Thành Công đem quân đến Hạ Môn, đại quân nhà Thanh đồng loạt tiến công Quảng Đông, Quảng Tây. Vĩnh Lịch Đế ban chiếu yêu cầu Trịnh Thành Công đưa quân giúp đỡ Quảng Đông. Trịnh Thành Công để lại người chú họ là Trịnh Chi Hoàn ở lại Hạ Môn,để bảo vệ, còn tự mình đưa đại quân đi cứu Quảng Châu. Kết quả, Tuần phủ Phúc Kiến Trương Học Thánh, cùng tổng binh Tuyền Châu Mã Đắc Công và tổng binh Chương Châu Vương Bang Tuấn nhân cơ hội này mà tiến đánh Hạ Môn, lấy sạch toàn bộ lương thực và vật tư quân dụng mà Trịnh Thành Công phải gian nan mới thu thập được. Khi trở về Hạ Môn, Trịnh Thành Công đã chém đầu bộ tướng dưới quyền canh giữ Hạ Môn là Trịnh Chi Noãn vì tội sợ địch bỏ chạy, không canh phòng cẩn thận. Sau đó, Trịnh Thành Công đưa quân đánh Chương Châu, đánh bại Đề đốc Phúc Kiến Dương Minh Cao, giành lại Chương Phố.

### Chiến dịch Chương Châu, Hải Đăng
Năm Thuận Trị thứ 8 (năm 1651), Trịnh Thành Công giành được ba thắng lợi trong chiến dịch Từ Táo, chiến dịch Tiền Sơn và chiến dịch Tiểu Doanh Lĩnh.
Năm Thuận Trị thứ 9 (năm 1652), Trịnh Thành Công lại đánh chiếm Hải Đăng (nay là Long Hải tỉnh Phúc Kiến), đánh bại Tổng đốc Mân Triết Trấn Cẩm tại cầu Giang Đông. Sau đó đánh chiếm Chiêu An, Nam Tịnh (nay là Tịnh Thành tỉnh Phúc Kiến), Bình Hòa (nay là Cửu Phong tỉnh Phúc Kiến) và vây hãm thành Chương Châu và giành chiến thắng tại Sùng Võ. Tất cả thời gian hành quân nói trên chỉ kéo dài 8 tháng.

### Nghị hòa với nhà Thanh
Thuận Trị Đế nhà Thanh ra lệnh cho Trịnh Chi Long viết thư khuyên dụ Trịnh Thành Công và Trịnh Hồng Quỳ đầu hàng, nếu đầu hàng sẽ xá tội và phong quan. Trịnh Thành Công bề ngoài tỏ ý bằng lòng. Vì vậy Thuận Trị hạ chiếu ra lệnh cho quân đội đang ở miền đông nam, rút về Chiết Giang.
Năm Thuận Trị thứ 10 (năm 1653), triều đình nhà Thanh phong Trịnh Chi Long hàm Đồng An hầu. Đồng thời cử người mang lệnh vua sắc phong Trịnh Thành Công là Hải Đăng công và Trịnh Hồng Quỳ là Phụng Hóa bá, Trịnh Chi Bửu là Tả đô đốc. Lúc ấy, Trịnh Chi Long sợ Trịnh Thành Công không nhận lệnh phong chức của vua Thanh, nên viết thư riêng nhờ Trịnh Hồng Quỳ đưa cho Trịnh Thành Công, nói rõ ý muốn tốt đẹp của mình, cốt thuyết phục ông đầu hàng. Nhưng sau khi người đưa thư đến nơi, Trịnh Thành Công vẫn không nhận lệnh vua Thanh.
Năm Thuận Trị thứ 11 (năm 1654), triều đình nhà Thanh một lần nữa sai người đến khuyên dụ Trịnh Thành Công, và phong cho ông làm Tịnh Hải tướng quân, đặc cách cho phép Trịnh Thành Công được đóng quân tại 4 phủ: Chương Châu, Triều Châu, Huệ Châu và Tuyền Châu. Nhưng ông vẫn không có ý tiếp nhận. Lại tự mình đặt ra lục bộ để điều hành chính sự, bao gồm bộ Lại, bộ Lễ, bộ Hộ, bộ Binh, bộ Hình và bộ Công, phân chia lực lượng quân sự của mình thành 72 trấn

### Tiến đánh Chiết Giang
Năm Thuận Trị thứ 10 (năm 1653), triều đình nhà Thanh cử cố sơn ngạch chân (固山額真) Kim Lệ đưa quân xuống miền nam, hợp lực với Lưu Thanh Thái, Tuần phủ Phúc Kiến mới nhậm chức, vây đánh Trịnh Thành Công. Hai bên đóng quân cách nhau một cự ly gần, ở giữa là nước biển, hình thành thế trận giằng co. Tuy nhiên, quân Thanh có nhiều quân và pháo hơn quân Trịnh. Mỗi lần đánh nhau, quân Thanh đều tỏ ra mạnh hơn. Trịnh Thành Công đích thân ra trận, chỉ huy các tướng Vương Tú Ký, Xá Văn Hưng dốc toàn lực đề kháng quân Thanh, cuối cùng đã đánh bại quân Thanh, bảo vệ được Hải Đăng.<
Để phối hợp với cuộc chiến đấu chống Thanh ở Phúc Kiến, Trịnh Thành Công tiếp thu kiến nghị của lão tướng Trương Danh Chấn, nhân lúc quân Thanh đang ra sức tiến công Phúc Kiến, Giang Tô, Chiết Giang, sai Trương Danh Chấn đưa một trăm chiến thuyền đi theo ven biển lên miền bắc, Trương Danh Chấn dựa theo sự bố trí của Trịnh Thành Công, năm Thuận trị thứ 11 đưa đoàn chiến thuyền vào Trường Giang, đánh bại thủy quân nhà Thanh, thu hơn một trăm chiến thuyền của quân Thanh. Quân Trịnh thừa thắng đánh chiếm Trấn Giang (nay là Trấn Giang tỉnh Giang Tô). Đồng thời, Trương Danh Chấn còn cho đưa một chi đội đi đường biển lên đến Thiên Tân, đánh chiếm hơn 100 thuyền chở lương thực của nhà Thanh. Vua Thuận Trị phong hoàng thân thái tử Tế Độ làm Định Viễn đại tướng quân, và sai Tế Độ đưa đại quân đi đánh Trịnh Thành Công.
Năm Thuận trị thứ 12 (năm 1655), Tả đốc ngự sử Cung Đỉnh Tư và Đông Quốc Tử tâu xin nhà vua trừng phạt Trịnh Chi Long. Đại thần Đông Quốc khí cũng công bố những bức mật thư mà Trịnh Chi Long gửi cho Trịnh Thành Công. Triều đình bãi bỏ các tước vị đã ban cho Trịnh Chi Long và tống giam vào ngục.
Lúc ấy, Trịnh Thành Công chia quân đội thành hai đơn vị. Một đơn vị do Hoàng Đình chỉ huy, tiến đánh Yết Dương, Đăng Hải, Phổ Ninh (nay là vùng đông bắc Phổ Ninh tỉnh Quảng Đông). Một đơn vị do Cam Huy làm tổng chỉ huy, đưa các tướng Chu Toàn Bân và Trần Huy dẫn quân đội lên miền bắc, đến hợp lực với Trương Danh Chấn ở Trường Giang. Đơn vị này đã nhanh chóng chiếm được Châu Sơn, tiếp đó lại chiếm được Ôn Châu, Thai Châu. Khi nghe tin tướng Tế Độ nhà Thanh sắp đưa quân đến, quân Trịnh đã phá hủy trấn An Bình, và các thành Chương Châu, Huệ An, Nam An và Đồng An. Sau đó, rút về tập trung tại Tư Minh.
Ngày 9 tháng 5 năm Thuận Trị thứ 13 (năm 1656), Tế Độ đưa thủy quân tiến công Hạ Môn. Trịnh Thành Công sai các tướng Lâm Thuận, Trần Trạch mang quân ra chống cự, quân Thanh trên đường tiến công gặp phải gió lớn làm đắm mất mấy chiến thuyền của quân Thanh buộc Tế Độ phải lui quân về. Trịnh Thành Công còn gửi một hạm đội tới chiếm đảo Châu Sơn để ngăn chặn Tế Độ tấn công lần nữa,
Năm Thuận Trị thứ 14 (năm 1657), để kiềm chế quân Thanh đang tiến công Vân Nam, Trịnh Thành Công đưa đại quân ra miền bắc. Tháng 8, quân Trịnh tiến công Hoàng Nham (nay là Hoàng Nham, tỉnh Chiết Giang). Tháng 9 vây hãm Thái Bình (nay là Ôn Lĩnh, tỉnh Chiết Giang) và Thiên Thai (nay là Thiên Thai, tỉnh Chiết Giang). Tuy nhiên, lúc ấy Tổng đốc Phúc Kiến của nhà Thanh là Lý Soái Thái đã thừa cơ đánh chiếm Mân An trấn (nay là đông bắc huyện Trường Lạc, tỉnh Phúc Kiến). Vì vậy, Trịnh Thành Công phải rút quân về Hạ Môn, để bảo vệ an toàn cho khu căn cứ hậu phương.

### Chiến dịch Trường Giang, Nam Kinh

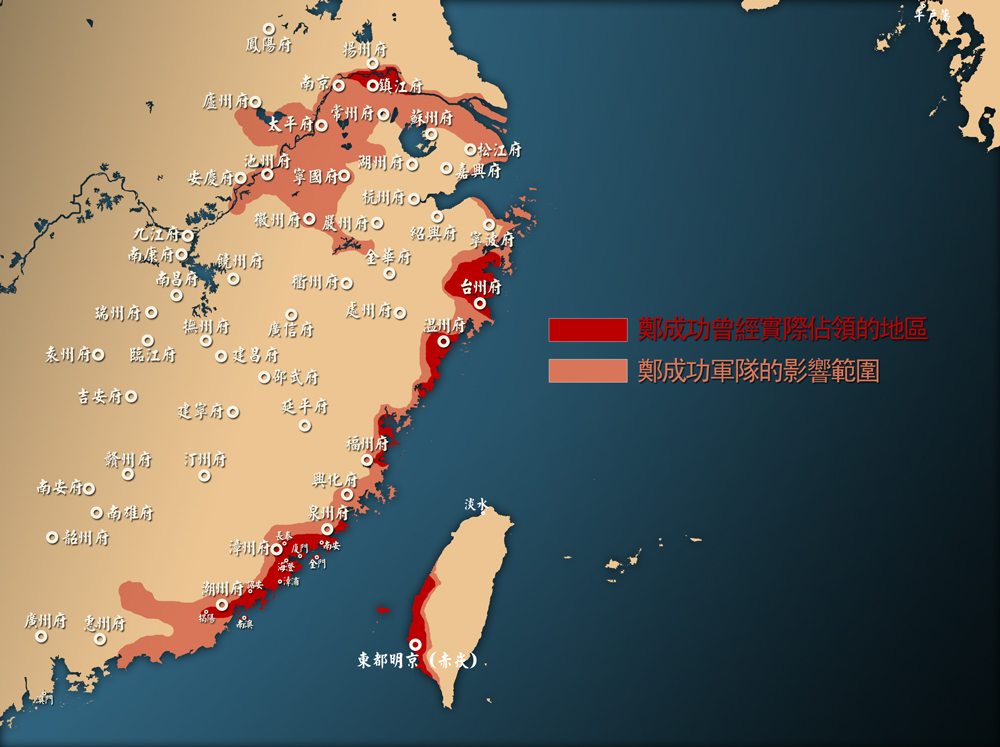
Bản đồ phạm vi thế lực Trịnh Thành Công (Màu cam là khu vực Trịnh Thành Công kiểm soát, còn màu đỏ là những khu vực ông từng chiếm giữ)

Năm Thuận Trị thứ 15 (năm 1658), Trịnh Thành Công mưu tính đưa đại quân tiến vào nội địa, bèn cùng với các tướng Cam Huy và Dư Tân đưa thủy quân tiến công Lạc Thanh. Khi xuất quân từng tuyên bố quân Trịnh có 10 vạn. Sau khi vây hãm Lạc Thanh, lại đánh chiếm được Ôn Châu. Trương Hoàng Ngôn đến hội kiến Trịnh Thành Công. Trịnh lại đưa quân đi sâu vào Trường Giang, tạm đóng quân tại Dương Sơn. Bỗng trời nổi gió bão, gây thiệt hại rất lớn cho thủy quân của Trịnh Thành Công. Trịnh buộc phải lui về đóng quân tại Châu Sơn. Quế vương hạ chiếu tấn phong Trịnh Thành Công làm Quận vương nhưng ông từ chối, vẫn tự xưng là Chiêu thảo đại tướng quân.
Năm Thuận Trị thứ 16, tháng 5 (năm 1659), Trịnh Thành Công sai hai phó tướng là Cam Huy và Dư Tân chấn chỉnh lại quân đội, sau đó ông đích thân đưa quân ra tiến công một lần nữa. Khi Trịnh Thành Công đóng quân tại Sùng Minh, Trương Hoàng Ngôn đến hợp lực, cùng đánh chiếm Qua Châu, tiến đánh Chấn Giang.
Trịnh Thành Công cử Trương Hoàng Ngôn làm tiền đạo, đi ngược lên dòng sông. Đề đốc quân Thanh là Quản Hiếu Trung đưa quân đến cứu Trấn Giang, hai bên chưa đánh nhau thì tướng của Trịnh Thành Công là Chu Toàn Bân đã đưa quân đội đi xuống phía nam vây hãm trận địa của quân Thanh. Gặp lúc trời mưa to, ngựa của kỵ binh nhà Thanh chân lội trong bùn di chuyển rất khó khăn, còn quân Trịnh thì đi chân không, vừa tiến lên vừa chém giết với khí thế và tinh thần áp đảo. Quân của Quản Hiếu Trung đại bại.
Khi Trịnh Thành Công vào phủ Trấn Giang, dự định sẽ xử trảm Chu Toàn Bân, nhưng sau lại thả Chu ra và sai đi bảo vệ thành. Quân Trịnh tiếp tục tiến công Giang Ninh. Trương Hoàng Ngôn đóng quan tại Vô Hồ. Các phủ huyện Lư Châu, Phượng Dương, Ninh Quốc, Huy Châu, Trì Châu, Thái Bình, phần lớn đều thông đồng hòa hiếu với Trương Hoàng Ngôn. Trương Hoàng Ngôn viết công văn cho Trịnh Thành Công, nói rằng nên thu phục các quận huyện ở gần chung quanh, sau đó đưa bộ binh nhanh chóng tiến công Nam Kinh. Tháng 7,Trịnh Thành Công soái lĩnh đại quân bao vây Nam Kinh.
Tuy nhiên vào thời gian này, Trịnh Thành Công phát sinh tư tưởng khinh địch chỉ chú ý đến yến tiệc, rượu chè, tướng Cam Huy khuyên can, nhưng ông không nghe.Tổng binh Nam Kinh Lang Đình Tá một mặt sai sứ giá tỏ ý quy hàng để thi hành kế hoãn binh một mặt cầu viện triều đình. Tháng 8, Thuận Trị đế cử nội các đại thần Đạt Tố làm An Nam tướng quân, và sai Đạt Tố dẫn quân tăng viện giải vây Nam Kinh. Kết quả là Tổng binh của Thanh Sùng Minh là Lương Hóa Phong đã đưa quân đến đánh quân Trịnh. Tổng quản Giang Ninh của nhà Thanh là Cakham tập trung quân lính người Mãn và Hán, sau đó tập kích và đánh tan quân đội của Dư Tân. Các đơn vị quân đội khác của Trịnh Thành Công cũng bị đánh bại và rút chạy. Quân Trịnh đại bại. Tướng của Trịnh Thành Công là Cam Huy bị bắt và bị giết Trịnh Thành Công thu thập tàn quân, còn lại mấy vạn người, bỏ Qua Châu, Trấn Giang, rồi quay về với biển một lần nữa.
Sau đó Trịnh Thành Công lại tiến đánh Sùng Minh. Tuần phủ Giang Tô Tưởng Quốc Trụ cho đưa quân đến và Lương Hóa Phong cũng quay về chống quân Trịnh. Trịnh Thành Công lại bị đánh bại, phải rút quân. Trương Hoàng Ngôn cũng thất bại và đi đường tắt chạy thoát.
Thuận Trị đế cử tướng Đạt Tố và Tổng đốc Mân Triết Lý Soái Thái đưa quân xuất phát từ Chương Châu và Đông An, tiến đánh Hạ Môn. Trịnh Thành Công cử Trần Bàng bảo vệ Cao Kỳ, còn người anh họ Trịnh Thái thì cho đưa quân bảo vệ đảo Ngô. Bản thân Trịnh Thành Công và Chu Toàn Bân, Trần Huy, Hoàng Đình tạm chốt giữ cửa Hải Môn. Quân Thanh đi từ Chương Châu đến thẳng Hải Môn. Hai bên giao chiến. Tướng của Trịnh Thành Công là Chu Thụy, Trần Nhiêu Sách bị tử trận. Quân Thanh ép sát và chiếm được chiến thuyền của Trần Huy. Buộc Trần Huy phải đốt cháy thuyền của mình. Lúc đang đánh nhau quyết liệt thì gió biển nổi lên. Trịnh Thành Công chỉ huy chiến hạm xông vào trận địa quân địch. Trịnh Thái cũng đưa thủy quân từ đảo Ngô vào phối hợp đánh địch. Quân Thanh đại bại. Khoảng 200 quân Mãn Châu đầu hàng quân Trịnh. Quân Thanh ở Đồng An lại tiến công Cao Kỳ. Lúc này, bộ tướng Trần Bàng tỏ ý bất mãn với Trịnh muốn đầu hàng quân Thanh. Viên tướng dưới quyền Trần Bàng là Trần Mảng vẫn tiếp tục hăng hái tác chiến. Trịnh Thành Công biết được tin ấy bèn cho gọi Trần Bàng đến và giết chết ngay lập tức. Sau đó, ông cho thu quân về.
Năm Thuận Trị thứ 17 (năm 1660), triều đình nhà Thanh ra lệnh cho Tịnh Nam vương Cảnh Kế Mậu đưa quân đến bảo vệ Phúc Kiến. Đồng thời, bổ nhiệm Lạc Thác làm An Nam tướng quân, phụng mệnh đi đánh dẹp Trịnh Thành Công. Lạc Thác và Cảnh Kế Mậu hợp binh tiến công Hạ Môn, Kim Môn.
Đến năm Thuận Trị thứ 18 (năm 1661), triều đình tiếp thu ý kiến của Hoàng Ngô, cho di chuyển dân chúng vùng ven biển vào nội địa, và tăng cường quân số bảo vệ vùng ven biển. Trịnh Thành Công bị thất bại trong chiến dịch bắc phạt, buộc phải rút quân về. Ông thấy rõ tình hình rất khó khăn, không còn dễ dàng hành động như trước nữa. Thêm vào đó, Vĩnh Lịch Đế đã chạy sang Miến Điện, không còn chỗ nương tựa nữa. Tình thế ngày càng nguy cấp. Vì vậy, Trịnh Thành Công mưu tính đông chinh Đài Loan, lấy đó làm căn cứ địa lâu dài cho công cuộc phản Thanh phục Minh.

## Phát triển thế lực bên ngoài

### Chinh phục Đài Loan

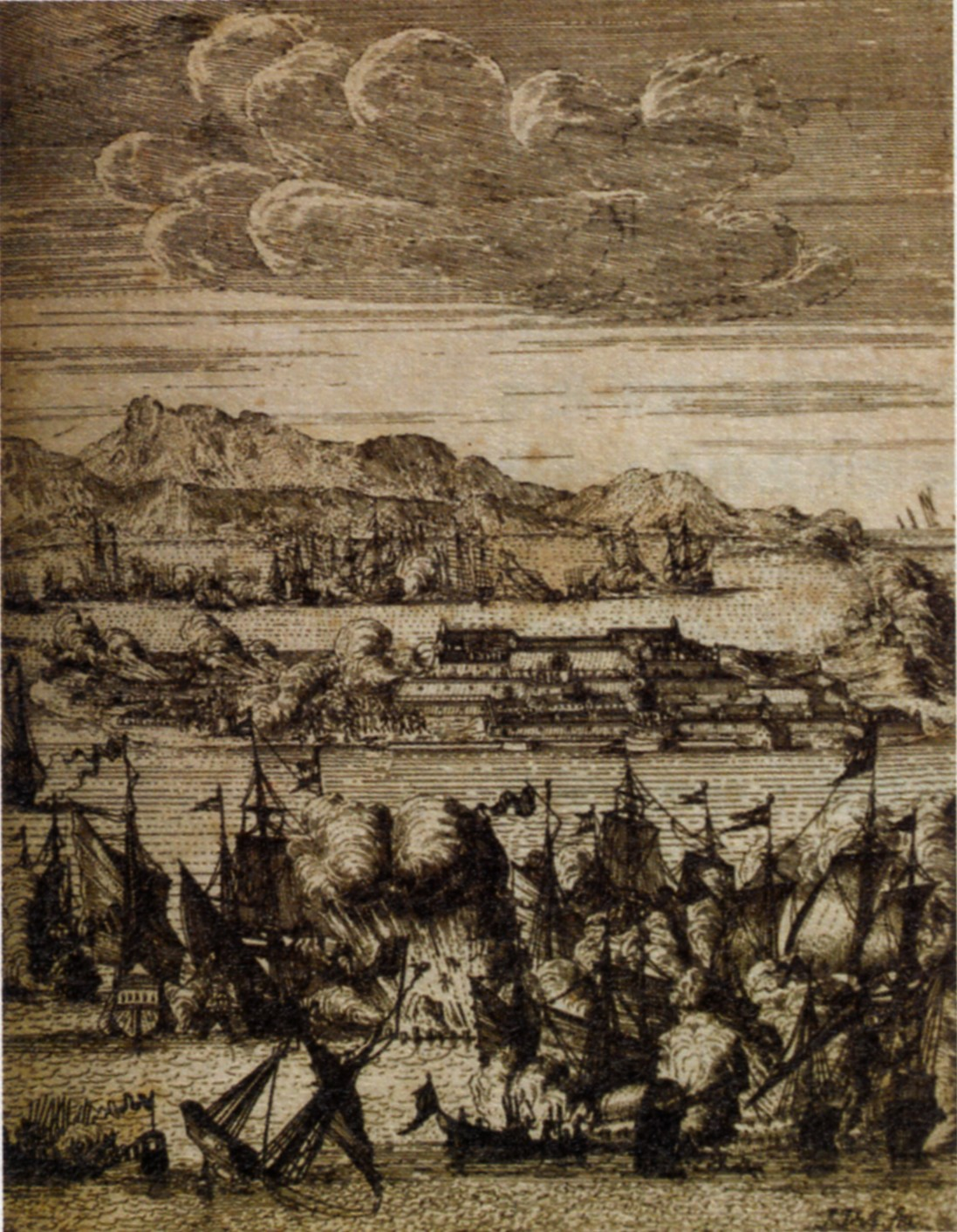
Tranh minh họa hải chiến Giang Nội trong sách Fuermosha của Premier xuất bản năm 1675

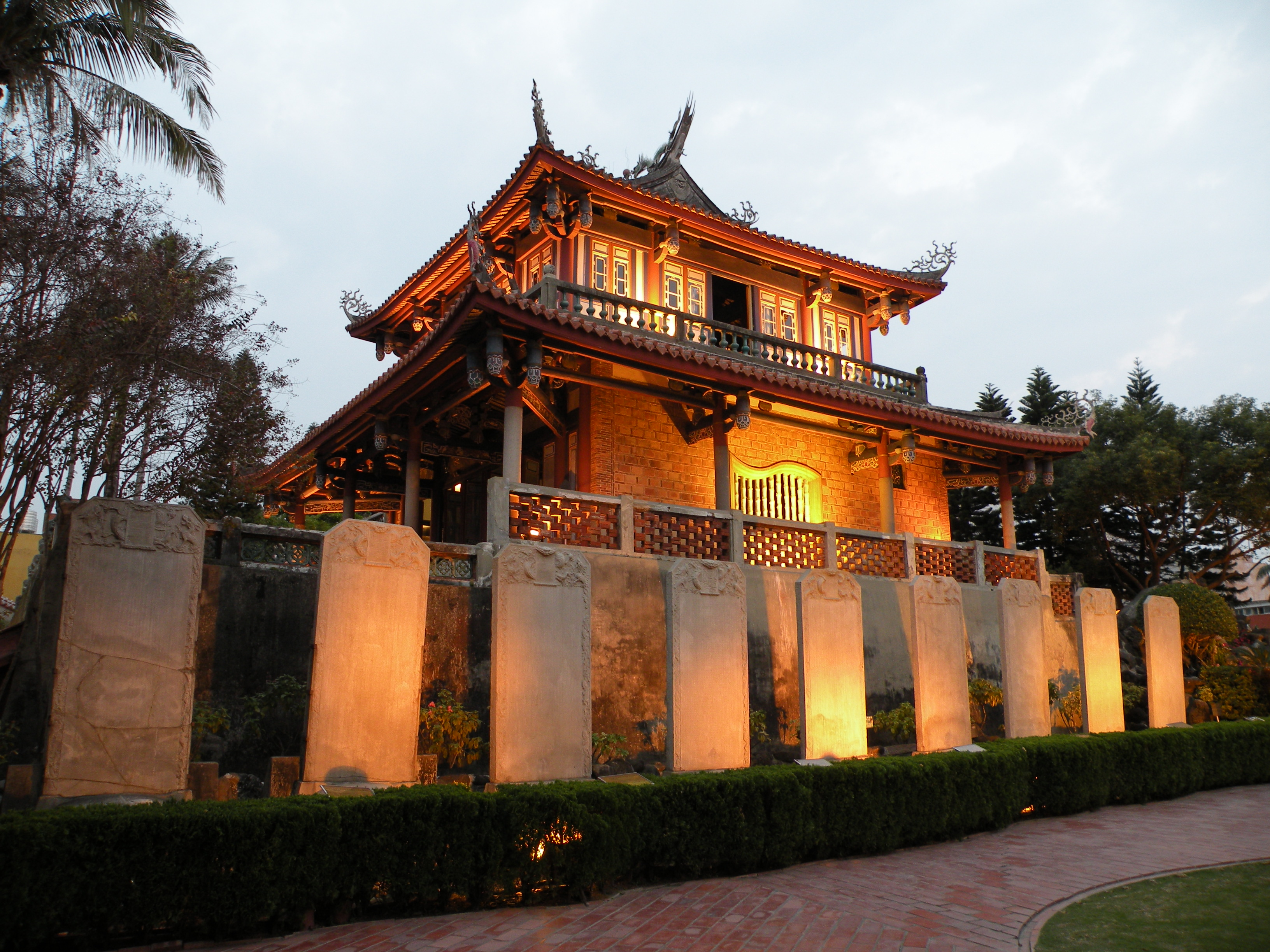
Pháo đài Provintia hay Xích Khảm Lâu

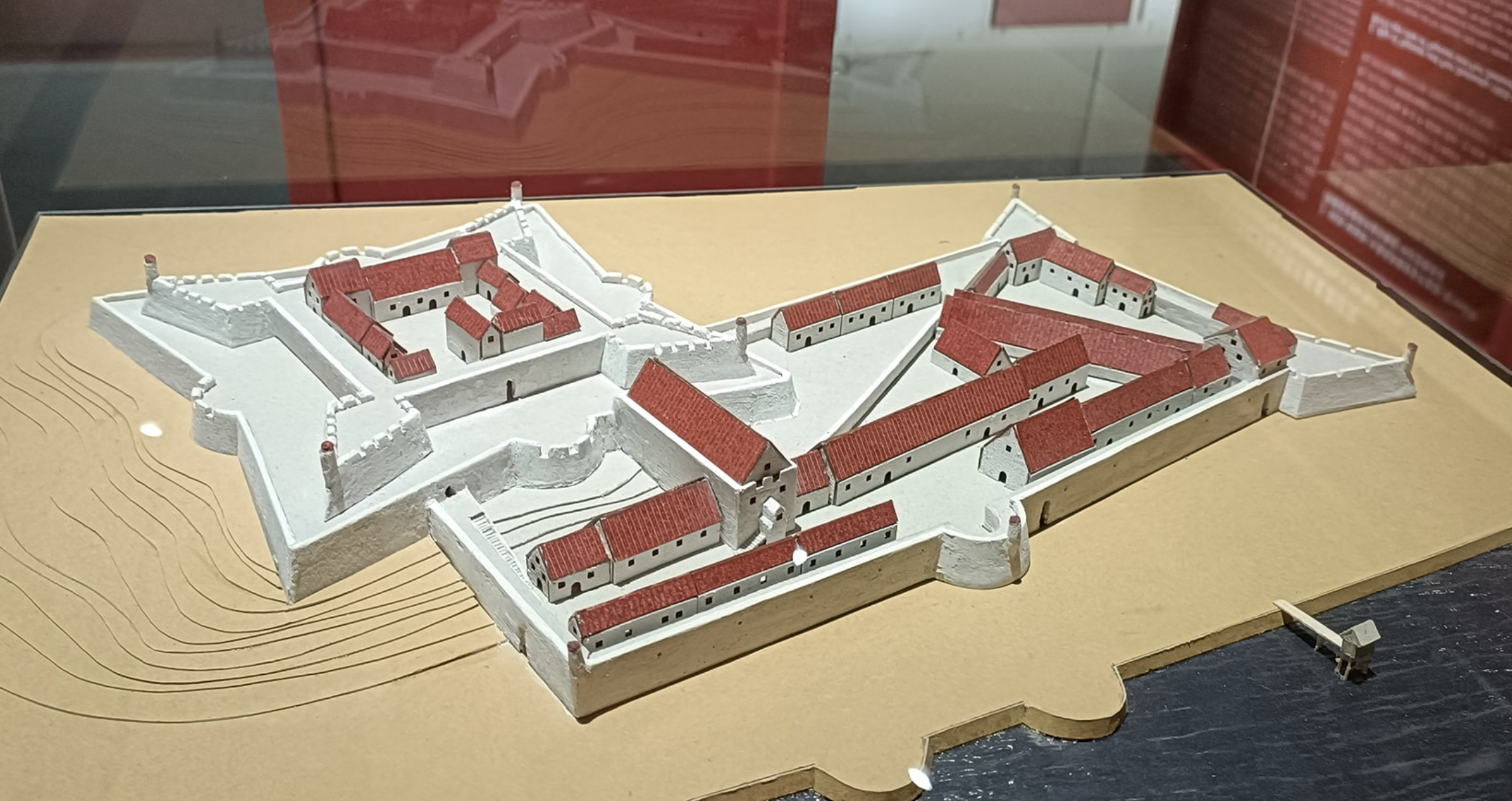
Mô hình phục chế pháo đài An Bình

Công lao lớn nhất và thành tích quân sự lớn nhất trong cả cuộc đời của Trịnh Thành Công là việc ông thực hiện thành công việc chinh phục Đài Loan. Đài Loan là một hòn đảo lớn nằm ở biển đông nam Trung Quốc. Thời nhà Nguyên, chính thức đặt Ty tuần kiểm Bành Hồ, để quản lý Bành Hồ và Đài Loan. Thời nhà Minh kế thừa thể chế của nhà Nguyên, vẫn để Ty tuần kiểm ở Đài Loan, và đưa quân đóng tại Bành Hồ, để bảo vệ Bành Hồ.
Năm Thiên Khải nhà Minh thứ 4 (năm 1624), thời gian vào khoảng giữa tháng 7 và tháng 8, công ty Đông Ấn Hà Lan đã đem quân đội đến chiếm đóng đảo Đài Loan. Họ cho xây dựng hai cứ điểm quân sự chủ yếu tại vùng ven biển Đài Loan. Một căn cứ đặt tại Nhất Côn Thân (nay là khu An Bình) ở miền tây nam Đài Loan. Công trình quân sự này được xây dựng kiên cố có thành trong thành ngoài, đặt tên là thành Nhiệt Lan Thứ, Hà Lan gọi là pháo đài Zeelandia (nay là thành cổ An Bình thành phố Đài Nam). Dân trên đảo Đài Loan thì gọi là Xích Khảm thành, Hồng Mao thành, hay Đài Loan thành. Căn cứ thứ hai của Hà Lan được xây dựng tại Trấn Bắc phường thuộc khu vực tây bắc Đài Nam thành, được đặt tên theo tiếng Hà Lan là pháo đài Provintia. Đây là một công trình kiến trúc có nhiều tầng lầu, nên dân địa phương gọi là Xích Khảm lầu. Công ty Đông Ấn Hà Lan dùng nơi đây để trú đóng lực lượng quân sự riêng nhằm chiếm giữ Đài Loan và bảo vệ chính quyền mới thiết lập trên hòn đảo này.
Năm Thuận Trị thứ 18 (năm 1661), Trịnh Thành Công tiếp kiến một Hoa kiều đồng hương với ông là Hà Bân từ Đài Loan đến Hạ Môn, Hà Bân dâng một số mưu kế, sách lược giải phóng Đài Loan, lại còn trình bày tỉ mỉ tình hình Đài Loan, Hà Bân nói:
"Đài Loan rộng mấy nghìn dặm, thật sự là xứ sở của các bậc vương hùng mạnh; dạy cho người dân biết cày cấy, có thể có cái đủ ăn. Ở trên thì có nước ngọt ở Kê Long, có tiêu, lưu huỳnh. Dưới thì có biển vàng biển bạc, thông ra các nước. Có thể đóng thuyền lắp bè; cần làm cột buồm hay bánh lái tàu thuyền, chẳng thiếu gì thép đồng. Cứ di chuyển binh sĩ các trấn và gia quyến họ, chỉ 10 năm đoàn tụ sinh sống, chỉ 10 năm nuôi dạy trưởng thành, thì nước sẽ giàu, binh sẽ mạnh"
Tiếp đó Hà Bân đưa cho Trịnh Thành Công bản địa đồ Đài Loan. Ông ta còn trình bày tỉ mỉ tình hình Đài Loan, và bày tỏ ý muốn tình nguyện làm người dẫn đường cho đại quân Trịnh Thành Công đi giải phóng Đài Loan. Từ đó Trịnh Thành công bắt đầu thận trọng nghiên cứu phương hướng hành quân và thời cơ khởi binh, ông đã xem xét rất kỹ kế hoạch hành quân cụ thể để đánh chiếm Đài Loan. Ông quyết định đưa quân đi qua vịnh Lộc Nhĩ Môn, để đổ bộ lên bãi Thương ở Đài Loan, sau đó bất ngờ tập kích thành Xích Khảm của địch.
Ngày 23 tháng 3 năm Thuận Trị thứ 18, Trịnh Thành Công dẫn đại quân đi thuyền xuất phát từ vịnh Liệu La ở đảo Kim Môn, hướng ra Đài Loan. Ông biên chế binh lính thành hai thê đội. Bản thân ông chỉ huy thê đội thứ nhất gồm 2,5 vạn người, có 120 chiến thuyền, đi ra đảo Bành Hồ. Trịnh Thành Công nắm rất vững khí hậu, thời tiết và đường hàng hải, nên quân đội của ông hành quân rất thuận lợi. Sau một ngày đêm, quân của ông đi qua eo biển Đài Loan, đến đảo Bành Hồ. Không ngờ đến đây thì gặp gió bão rất to, thuyền đi rất khó. Gió bão kéo dài đến ngày 30 vẫn chưa hết. Lúc ấy số lương thực mang theo ngày càng vơi đi, tình hình khó khăn đang ngày càng đè nặng. Tuy nhiên, Trịnh Thành Công vẫn bình tĩnh quyết đoán, ông quyết định ngay tối hôm đó phải lựa theo chiều gió để tiếp tục hành quân. Đông đảo các tướng sĩ của ông đều thuận theo hướng gió, lướt sóng tiến quân với tốc độ rất nhanh, nên sáng sớm hôm sau đã đến bên ngoài vịnh Lộc Nhĩ Môn.
Cửa khẩu Lộc Nhĩ Môn rộng khoảng một dặm. Đó là con đường hàng hải để đi vào các sông nội địa ở miền bắc Đài Loan. Tại phía nam cửa Lộc Nhĩ Môn cũng có một con đường hàng hải tương tự, đó là Bắc Tuyến Vĩ (Đuôi tuyến Bắc) và Nhất Côn Thân (thân cá Côn) có quân Hà Lan đóng giữ, rất khó đi qua những nơi đó. Lúc bấy giờ, tổng số quân trú đóng tại Đài Loan có khoảng 2.000, chủ yếu đóng tại hai nơi: Xích Khảm thành và Xích Khảm lầu. Quân Hà Lan cho rằng, tại cửa Lộc Nhĩ Môn từ trước đã có thuyền chìm ở đó, gây ách tắc việc qua lại của tàu thuyền. Hơn nữa, nước ở đó nông cạn, đá ngầm lại nhiều, không thuận cho việc hành quân của binh lính thủy chiến. Vì vậy, quân Hà Lan không canh phòng cửa Lộc Nhĩ Môn. Trịnh Thành Công nắm bắt được sơ hở này của địch, quyết tâm đột nhập Lộc Nhĩ Môn.
Ngày 24 tháng 3, Trịnh Thành Công lợi dụng nước triều buổi sớm đang dâng cao, nhờ Hà Bân làm hoa tiêu, đưa toàn chiến thuyền đi vòng qua pháo đào địch, nhanh chóng tiến vào nội hải Lộc Nhĩ Môn. Sau đó lập tức đổ bộ lên đất liền. Theo phân công, quân chủ lực của Trịnh Thành Công đổ bộ lên cảng Hòa Liêu, tiến thẳng đến phía sau lực lượng quân Hà Lan đang bảo vệ Xích Khảm lầu. Một cánh quân khác của Trịnh đánh chiếm khu vực Bắc Tuyến Vĩ nhằm bảo đảm cho quân chủ lực đổ bộ an toàn.
Nhờ sự giúp đỡ và nội ứng của một bộ phân dân địa phương trong thành nên Trịnh Thành Công nhanh chóng cắt đứt sự liên hệ giữa Xích Khảm thành và Xích Khảm lầu. Trước tình hình nguy cấp trước mắt, quân trú phòng Hà Lan quyết định cố thủ chặt chẽ. Đồng thời, Tổng đốc Hà Lan Frederik Coyett còn phái 4 chiến hạm phản công vào bên sườn quân Trịnh ở khu vực Lộc Nhĩ Môn. Trên đất liền, quân đội Hà Lan chia ra làm hai bộ phận, cả hai đều hướng về khu vực Bắc Tuyến Vĩ, nhằm trấn áp quân Trịnh ở đó. Trịnh Thành Công đích thân chỉ huy quân chủ lực tổng tấn công quân Hà Lan. Trong trận thủy chiến đầu tiên, quân Trịnh bắn bị thương 3 chiến hạm địch, chỉ có 1 chiếc chạy thoát. Trên đất liền, ông còn đưa đại quân phản công chính diện. Ngoài ra còn đưa 700-800 kị binh, vòng ra phía sau giáp công. Đại quân và kị binh của Trịnh ngay lập tức đánh tan quân Hà Lan đang trên đường tiến công. Sau đó, ông còn tập hợp được 2,5 vạn quân binh của địa phương sở tại, đánh chiếm được cứ điểm Xích Khảm lầu của quân Hà Lan.
Đầu tháng 5 năm 1661, thê đội thứ hai của Trịnh Thành Công cũng vượt biển đến Đài Loan. Trịnh Thành Công cho tập trung toàn bộ lực lượng tiến công Xích Khảm thành, nhưng quân Hà Lan kiên quyết cố thủ đến cùng nên sau cùng ông quyết định vây hãm thành lâu dài, cắt đứt toàn bộ chi viện ở các nơi, đợi quân Hà Lan sức cùng lực kiệt phải đầu hàng.
Tháng giêng năm Thuận Trị thứ 19 (năm 1662), quân Hà Lan đã bị bao vây suốt 9 tháng, trong thành dần cạn lương thực, số quân chết đói lên tới hơn 1.600 người. Một sĩ quan người Đức của Hà Lan là Hans Jeuriaen Rade đào ngũ sang đề xuất cung cấp thông tin giúp đỡ quân Trịnh. Nhờ nắm được những tin tức tình báo quan trọng và thời cơ đã đến, Trịnh Thành Công hạ lệnh tổng tiến công.
Ngày 1 tháng 2 cùng năm, do sức cùng lực kiệt, nên Frederik Coyett buộc phải ra ngoài thành ký vào giấy đầu hàng Trịnh Thành Công và rút quân đội ra khỏi đảo, sự kiện này đánh dấu kết thúc 38 năm thống trị của công ty Đông Ấn Hà Lan trên đảo Đài Loan.

### Kế hoạch tiến đánh Luzon
Năm 1565, Tây Ban Nha bắt đầu thiết lập sự thống trị thực dân trên quần đảo Philippines. Từ năm 1603 đến 1639, thực dân Tây Ban Nha hai lần thảm sát thương nhân người Hoa ở hòn đảo lớn nhất Luzon, khiến số người chết lên đến hơn 50 nghìn, đó là tình hình ở nước ngoài của người Hoa tại Philippines, sau năm 1657, Trịnh Thành Công từng gửi thư đến một đội trưởng người Hoa tại Batavia trên đảo Java, yêu cầu hắn dừng ngay các hoạt động giao thương buôn bán với thực dân Tây Ban Nha ở Philippines, Trịnh Thành Công nhiều lần bày tỏ mối quan tâm của ông đối với người Hoa ở Philippines, ông còn dự tính sẽ thống lĩnh quân đội vượt biển sang chinh phục Philippines, để trừng phạt người Tây Ban Nha.
Năm 1662, sau khi Trịnh Thành Công công chiếm Đài Loan, tháng 4 cùng năm, thông qua cha cố Maria a Cintoia từ nước Ý sang trình quốc thư cho Tổng đốc Tây Ban Nha ở Philippines, trong thư Trịnh Thành Công khiển trách người Tây Ban Nha về tội trạng giết hại người Hoa, lệnh cho họ phải "cải tà quy chính, cúi đầu nộp cống", nhưng người Tây Ban Nha không chấp nhận, lại còn tiến hành thảm sát Hoa kiều lần thứ ba tại thủ đô Manila của Philippines. Trịnh Thành Công rất tức giận sau khi nghe tin này, quyết định thống lĩnh quân đội đi chinh phạt, nhằm trả thù cho Hoa kiều, ông một mặt cho phủ dụ và an trí nhiều Hoa kiều trốn từ Philippines sang Đài Loan, mặt khác lại tổ chức quân đội trù bị, phái người bí mật liên lạc với Hoa kiều tại Philippines, chờ đợi thờ cơ thuận lợi tiến hành chinh phạt, nhưng chính trong thời gian đó tại Đài Loan đã xảy ra khá nhiều biến cố trong gia đình của Trịnh Thành Công, khiến ông ngã bệnh qua đời ngày 23 tháng 6 năm 1662.
Về sau, con trưởng của ông là Trịnh Kinh từ năm 1670 đến 1671 hai lần chuẩn bị phái hạm đội chinh phạt Manila, nhưng nhân vì loạn Tam Phiên, Trịnh Kinh phải dẫn quân vượt biển sang phía tây tới Phúc Kiến nhằm chi viện cho Cảnh Tĩnh Trung mà kế hoạch chưa thể thực hiện được.

### Xây dựng chính quyền mới
Sau khi giải phóng Đài Loan, Trịnh Thành Công lập tức bắt tay vào việc chỉnh đốn và xây dựng Đài Loan. Ông đổi tên thành Nhiệt Lan Thứ thành An Bình trấn, để kỷ niệm quê hương ông. Ông còn xây dựng một hệ thống bộ máy cai trị Đài Loan giống như của triều Minh.
Về mặt địa lý, ông hạ lệnh đồn khẩn phạm vi Đài Loan, phía bắc tới Cát Mã Lan (nay là Nghi Lan, bắc Đài Loan), phía nam tới Lang Kiệu (nay là Hằng Xuân, nam Đài Loan) nhưng vì do vua tộc Bình Bộ Đại Đỗ là Papora (tiếng Trung đọc là Phách Bố Lạp) cùng với người Phiên ở Lang Kiệu phản kháng nên đành tạm hoãn khuếch trương lãnh thổ, khu vực thống trị thực tế của Trịnh Thành Công ước tính phạm vi khoảng từ Nhân Lâm (nay là trấn Nhân Lâm huyện Chương Hóa, Đài Loan) cho tới Gia Đằng (nay là hương Giai Đông huyện Bình Đông, Đài Loan).
Ngoài ra, Trịnh Thành Công còn hết sức chú ý việc ổn định dân tình, chỉnh đốn kỷ cương quân đội, quy định toàn quân phải lập đồn điền tăng gia sản xuất, nhằm giải quyết những khó khăn về hậu cần. Ông định ra rất nhiều chính sách nhằm khai phá và quản lý Đài Loan. Những chính sách đó, rất được nhân dân sở tại đồng tình ủng hộ, tạo cơ sở vững chắc cho sự thống trị của vương triều họ Trịnh về lâu dài.

### Những năm cuối đời
Sau khi giải phóng Đài Loan, tướng dưới quyền Trịnh Thành Công là Trần Bưu được giao trách nhiệm đóng quân ở nam Phúc Kiến. Con của Trịnh Thành Công là Trịnh Kinh đóng quân ở Tư Minh. Năm Khang Hy thứ nhất (năm 1662), triều đình nhà Thanh hạ lệnh xử chém Trịnh Chi Long và các con là Trịnh Thế Ân, Trịnh Thế Ấm và Trịnh Thế Hiến.
Lúc ấy, Trịnh Thành Công cũng tin vào những lời vu cáo xiểm nịnh, nên đã cho đem quân đi tập kích Trần Bưu, Trần Bưu đưa quân đến đầu hàng nhà Thanh ở Quảng Châu. Trịnh Thành Công lại tức giận về chuyện Trịnh Kinh thông dâm với người vợ nuôi và đẻ ra một đứa con, nên đã cử Trịnh Thái đến giết Trịnh Kinh và người mẹ họ Đổng. Đúng vào lúc ấy, tướng Chu Toàn Bân vừa từ nam Phúc Kiến trở về, ông cho bắt giam Trịnh Thái, lập Trịnh Kinh, lấy lại niên hiệu trước đây của Trịnh Chi Long, tôn xưng Trịnh Cẩm là Bình Quốc công. Chu Toàn Bân dựa vào lực lượng quân đội dưới quyền mình để chống lại lệnh của Trịnh Thành Công.
Trịnh Thành Công đang bị ốm, nghe được tin này, trong lòng vừa buồn vừa giận, không lâu sau ông qua đời vì bệnh sốt rét vào ngày 23 tháng 6 năm 1662, trước khi lâm chung, ông còn gào lên: "Ta không còn mặt mũi nào mà nhìn tiên đế dưới suối vàng nữa" rồi lấy tay cào nát mặt mà chết, lúc ấy ông mới có 39 tuổi. Tuy nhiên căn cứ vào ghi chép trong các sách Mân Hải kỷ yếu của Hạ Lâm và Đài Loan ngoại chí của Giang Nhật Thăng thì bệnh tình của Trịnh Thành Công lúc đầu chưa thật sự nghiêm trọng, có thể đọc sách, trò chuyện và ăn uống bình thường, một số học giả tỏ ý nghi ngờ ông bị đầu độc mà chết, con trưởng là Trịnh Kinh kế thừa lên nắm quyền, trở thành chủ nhân thứ hai của vương quốc Đông Ninh.

## Quan tước

### Quan vị

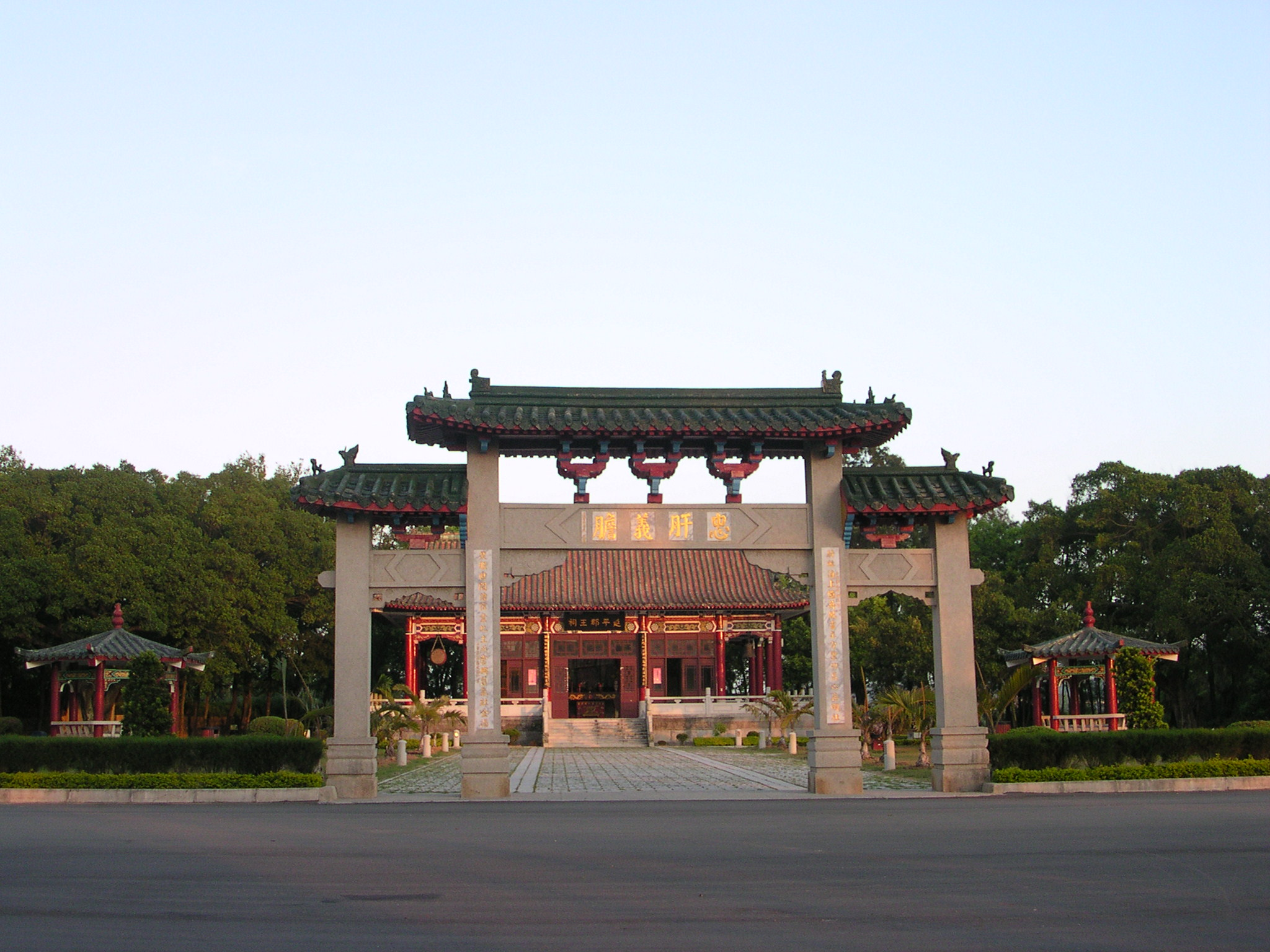
Miếu thờ Duyên Bình Quận vương ở Kim Môn

- Tông nhân phủ tông chánh hiệp lý tông nhân phủ sự
- Đề đốc cấm lữ, Nghi đồng phụ mã Đô úy
- Ngữ doanh ngữ vũ phó trung quân huân thích, Tổng thống ngữ doanh quân vụ
- Chiêu thảo đại tương quân

### Tước vị
- Trung Hiếu bá - thụ phong vào tháng 3 năm Long Vũ thứ 2 (năm 1647)
- Uy Viễn hầu - thụ phong vào tháng 10 năm Vĩnh Lịch thứ 2 (năm 1648)
- Chương Quốc công - thụ phong vào tháng 7 năm Vĩnh Lịch thứ 3 (năm 1649)
- Duyên Bình vương (về sau ông từ chối) - thụ phong vào tháng 8 năm Vĩnh Lịch thứ 8 (năm 1654)
- Triều vương (về sau ông từ chối) - thụ phong vào tháng 11 năm Vĩnh Lịch thứ 11 (năm 1657)
- Triều Vũ vương (truy thụy)- truy phong vào tháng 4 năm 1681 (năm Vĩnh Lịch thứ 35) do Trịnh Khắc Sảng truy thụy cho tổ phụ là Triều Vũ vương (theo Quách Hoằng Bân dẫn trong sách Trịnh thị Đông Ninh vương triều niên biểu).

## Gia đình
Ông tổ Trịnh Thành Công là Trịnh Vinh (tự là Nhạc Trai); ông cố là Trịnh Dung (tự Tây Đình, có thuyết nói là Trịnh Vương Dung); ông nội là Trịnh Sĩ Biểu (có thuyết nói là Trịnh Thiệu Tổ) tự Dục Trình, hiệu Tượng Đình, người làng Thạch Tỉnh phủ Nam An, Tuyền Châu Phúc Kiến.

### Cha
- Trịnh Chi Long, còn gọi là Nhất Quan, hiệu Phi Hoàng, là thương nhân kiêm thủ lĩnh một nhóm cướp biển khá mạnh, hoạt động vùng duyên hải đông nam Trung Quốc cuối thời Minh, làm giàu bằng cách tham gia buôn bán trên biển với Nhật Bản và Trung Quốc đại lục, tổ chức được một lực lượng quân sự lớn mạnh, đặt cơ sở vững chắc cho thực lực chống Thanh của vương triều họ Trịnh về sau.

### Mẹ
- Tagawa (Điền Xuyên) (1601 - 1646) người Xuyên Nội Phố, đảo Hirado, Nagasaki Nhật Bản, tên họ không rõ, ghi theo âm vực vùng Hirado theo truyền thuyết là "マツ", bính âm La Mã là "Matsu" chữ Hán có thể ghi là Tùng "松" bà sinh tại nhà Tagawa, về sau mẹ bà cải giá lấy một người thợ rèn Hoa kiều di cư từ Tuyền Châu Phúc Kiến Trung Quốc tới Hirado là Ông Dực Hoàng, nên bà trở thành kế nữ của Ông Dực Hoàng, vì vậy mà bà còn có họ Trung Quốc là Ông, gọi là Ông Thị "翁氏" hoặc Ông Thái Cơ "翁太妃".

### Thê thiếp
- Chính thất Đổng thị, cháu gái của Tiến sĩ Lễ bộ thị lang Đổng Dương Tiên người Huệ An,Tuyền Châu, Phúc Kiến, mẹ Trịnh Kinh.
- Ngoài ra còn có Trắc thất các phu nhân họ Trang, Lâm, Sử, Sái, Tằng, Sái.

### Anh em
- Tagawa Shichizaemon (Điền Xuyên Thất Tả Vệ Môn), thực tế là con trai thứ hai của Trịnh Chi Long, còn được gọi bằng tên khác là Tagawa Jirozaemon, cuộc đời của Shichizaemon phần lớn đều ở tại Nhật Bản, hai người con trai của ông được đặt tên chữ Hán là "Trịnh" và "Phúc Chủ".
- Trịnh Độ (Thanh sử cảo ghi là Trịnh Thế Trung), con trai thứ hai của Trịnh Chi Long.
- Trịnh Ân (Thanh sử cảo ghi là Trịnh Thế Ân), con trai thứ ba của Trịnh Chi Long, tự Ân Khánh.
- Trịnh Ấm (Thanh sử cảo ghi là Trịnh Thế Ấm), con trai thứ tư của Trịnh Chi Long.
- Trịnh Tập (Thanh sử cảo ghi là Trịnh Thế Tập), con trai thứ năm của Trịnh Chi Long, Hiệu Quỳ Am, đầu thời Khang Hy được bổ nhiệm làm Khâm mệnh Vinh lộc đại phu đầu đẳng kiêm Quản nội các đại thần.
- Trịnh Thế Mặc (xem thêm Thanh sử cảo), con trai thứ sáu của Trịnh Chi Long, về sau bị giết cùng cha.

### Con

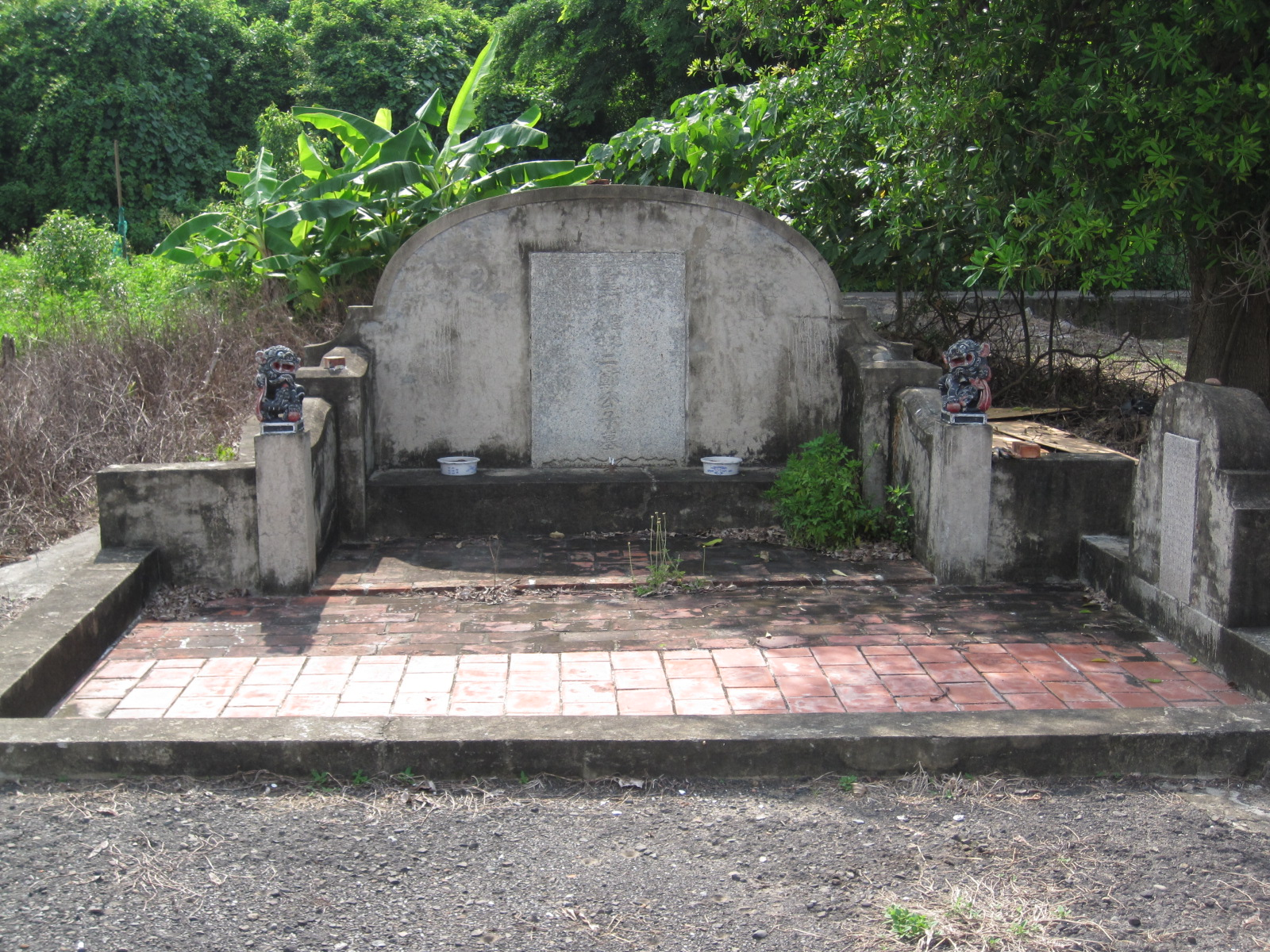
Ngôi mộ an táng chung người con thứ 4 Trịnh Duệ cùng với người con thứ 10 Trịnh Phát của Trịnh Thành Công được xây dựng tại Phiên phủ nhị Trịnh công tử mộ ở khu Nam thành phố Đài Nam, đây là một trong số ít mộ cổ thời Minh Trịnh chưa bị nhà Thanh chuyển về Trung Quốc đại lục.

- Trịnh Kinh, con trưởng Trịnh Thành Công, tự Nguyên Chi, hiệu Thức Thiên, biệt danh Cẩm, kế thừa tước vị Duyên Bình Quận vương, Chiêu Thảo đại tương quân của cha, theo ghi chép của Công ty Đông Ấn Anh quốc thì Trịnh Kinh tự xưng là "quốc vương Đài Loan".
- Trịnh Thông, con thứ hai của Trịnh Thành Công, tự Triết Thuận, hiệu Di Đường, năm Khang Hy thứ 22, trao chức tam phẩm.
- Trịnh Minh, con thứ ba của Trịnh Thành Công, tự Triết Hy, hiệu Hy Chi, Khang Hy thứ 22, trao chức tứ phẩm.
- Trịnh Duệ, con thứ tư của Trịnh Thành Công, tự Triết Thánh, hiệu Thánh Chi, chết sớm.
- Trịnh Trí, con thứ năm Trịnh Thành Công, tự Triết Tích, hiệu Tích Chi, năm Khang Hy thứ 22, trao chức tứ phẩm.
- Trịnh Khoan, con thứ sáu của Trịnh Thành Công, tự Triết Thạc, hiệu Thạc Chi, không rõ tiểu sử chi tiết.
- Trịnh Dụ, con thứ bảy của Trịnh Thành Công, tự Triết Ích, hiệu Ích Chi, năm Khang Hy thứ 22, trao chức tứ phẩm.
- Trịnh Ôn, con thứ tám của Trịnh Thành Công, tự Triết Niệm, hiệu Niệm Trai, năm Khang Hy thứ 22, trao chức tứ phẩm.
- Trịnh Nhu, con thứ chín của Trịnh Thành Công, tự Triết Năng, hiệu Năng Chi, năm Khang Hy thứ 22, trao chức tứ phẩm.
- Trịnh Phát, con thứ mười của Trịnh Thành Công, tự Triết Phấn, hiệu Phấn Chi, chết sớm.

### Cháu
- Trịnh Khắc Tang, con trưởng Trịnh Kinh, cưới con gái Trần Vĩnh Hoa làm vợ, Khắc Tang ban đầu là người thừa kế vương vị họ Trịnh đầu tiên, nhưng đã bị Phùng Tích Phạm chủ mưu giết hại, mất khi chỉ mới mười sáu tuổi.
- Trịnh Khắc Sảng, con thứ Trịnh Kinh, húy là Tần, tự Thực Hoằng, hiệu Hối Đường, cưới con gái của Phùng Tích Phạm làm vợ, kế thừa tước vị của cha làm Duyên Bình quận vương, Chiêu thảo đại tướng quân, vào năm 1683, đầu hàng nhà Thanh, kết thúc 21 năm thống trị của vương triều họ Trịnh tại Đài Loan.
- Trịnh Khắc Cử, một người con khác của Trịnh Kinh, sau khi Trịnh Khắc Sảng hàng Thanh, đã dâng thư thỉnh cầu vua Khang Hy đề bạt Khắc Cử ra làm quan.

### Hậu duệ
Nhà ngư loại học nổi tiếng Đài Loan Trịnh Thủ Nhượng (tên thật là Trịnh Minh Năng) là cháu đời thứ 9 của Trịnh Thành Công (con cháu của Trịnh Khoan, con trai thứ sáu của Trịnh Thành Công). Nhà thơ Trịnh Sầu Dư (tên thật là Trịnh Văn Thao) được coi là hậu duệ chính thức của Trịnh Thành Công.

## Mộ táng và kỷ niệm

### Mộ Trịnh Thành Công

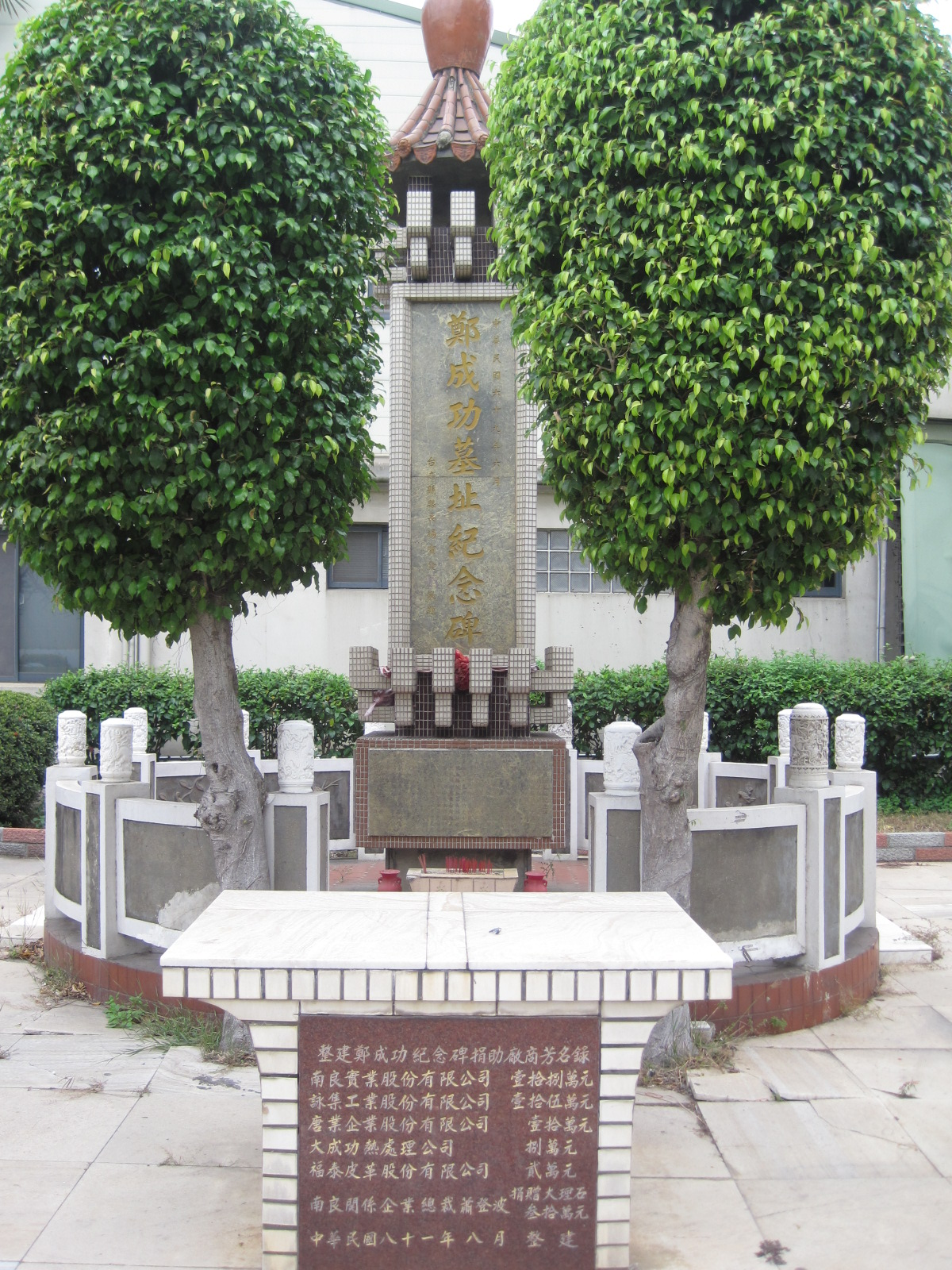
Bia kỷ niệm mộ chí Trịnh Thành Công tại quận Vĩnh Khang thành phố Đài Nam.

Sau khi Trịnh Thành Công qua đời được chôn cất ở Châu Tử Vĩ thuộc vùng ngoại ô Đài Nam (nay thuộc quận Vĩnh Khang), về sau Trịnh Khắc Sảng hàng Thanh dời về ở Bắc Kinh, có dâng tấu lên bày tỏ rằng: "Nhớ Đài Loan xa cách Minh Hải, giữ việc cúng tế ngày càng khó khăn, xin dời sang nội địa". Hoàng đế Khang Hy đối với chuyện này liền hạ chiếu: "Chu Thành Công tiếp nối di thần nhà Minh, không phải loạn thần tặc tử của trẫm. Nay ban sắc lệnh cho quan lại, hộ tống linh cữu hai cha con Thành Công trở về chôn ở Nam An, đặt người trông coi mồ mả và xây miếu thờ cúng". Vả lại vua còn ban tặng câu đối sau: "Bốn trấn hai lòng hai đảo nhiều gian nan dám hướng Đông Nam giành nửa tường, chư vương không một tấc đất vác chí vạn biết nước ngoài có cô trung".
Ngày 22 tháng 5 âm lịch năm 1699 (Năm Khang Hy thứ 38), di hài cha con Trịnh Thành Công, Trịnh Kinh được dời sang chôn ở núi Phú Thuyền thôn Khang Điếm huyện Nam An, tỉnh Phúc Kiến. Chôn chung trong phần mộ của ông tổ đời thứ bảy Trịnh Nhạc Trai. Cũng có thuyết nói rằng, vì muốn xoa dịu lòng phản Thanh bùng dậy trong dân chúng Đài Loan, mồ mả họ Trịnh tại Đài Loan tất cả đều được Thanh triều đào lên dời vào trong đất liền. Truyền thuyết dân gian kể rằng Trịnh Khắc Cử để cho Trịnh Thành Công được an nghỉ dưới đất, không còn bị quấy nhiễu, đã cho hộ tống linh cữu Trịnh Thành Công từ Bắc Kinh tới Cố Thủy an táng tại tế đường nhà họ Trịnh; mặt khác, nhằm ngăn chặn người khác dòm ngó, lại phái người em là Trịnh Khắc Cử tới Phúc Kiến khắc vào một mảnh bằng hàng chữ "Trịnh thị phụ táng tổ phụ mộ chí" (郑氏附葬祖父墓志), là tiếng gọi Trịnh Thành Công phụ táng tại "Trịnh thị Nhạc Trai công doanh trong mộ tổ" (郑氏乐斋公茔). Nhưng thuyết này chưa có chứng cứ cụ thể ủng hộ.

### Miếu thờ tự
- Cung Khai Nguyên ở Kê Khẩu, Gia Nghĩa
- Cung Tam Lão Gia ở phố Dụ Dân khu Bắc thành phố Đài Nam Lưu trữ ngày 22 tháng 3 năm 2008 tại Wayback Machine
- Đền Duyên Bình Quận vương và Trịnh Thành Công tổ miếu ở Đài Nam

### Tên gọi kỷ niệm
- Đài Loan hiện tại có ít trường học, đường phố, địa danh mang tên xưng hiệu hoặc tên người về Trịnh Thành Công, dùng để kỷ niệm, chẳng hạn như:

| Địa danh đường phố - Quận Duyên Bình thành phố Đài Bắc cũ - Làng Quốc Tính huyện Nam Đầu - Làng Duyên Bình huyện Đài Đông - Đường Nam Bắc Duyên Bình thành phố Đài Bắc - Đường Khai Sơn thành phố Đài Nam | Trường học - Đại học Quốc gia Trịnh Thành Công (nguyên là Học viện Công lập tỉnh Đài Loan) - Trường Trung học Phổ thông Thành Công Đài Bắc (nguyên là trường cấp hai châu Đài Loan, Trung học Thành Công tỉnh Đài Loan) - Trường Trung học Phổ thông Duyên Bình Đài Bắc (nguyên là Học viện tư lập Duyên Bình) Số khác - Tàu khu trục lớp Thành Công, bao gồm tàu chiến Thành Công FFG-1101. |

## Ảnh hưởng văn hóa và số khác

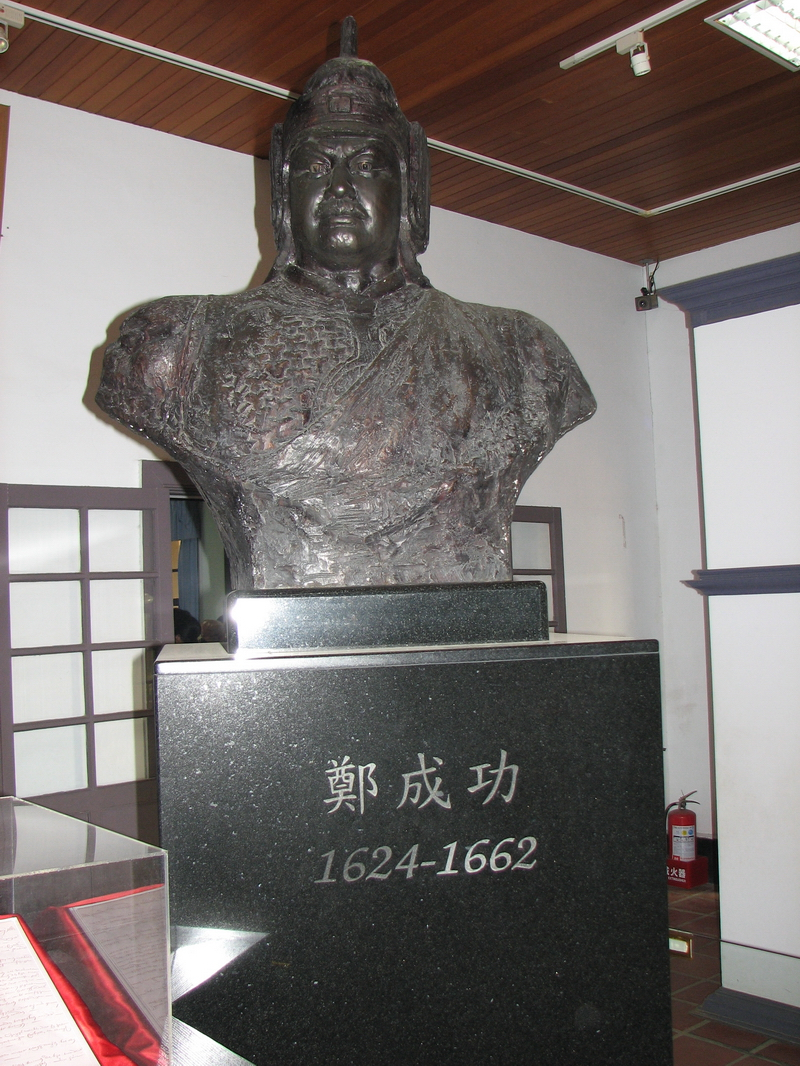
Tượng Trịnh Thành Công tại một pháo đài nhỏ ở An Bình, Đài Nam, Đài Loan

Trịnh Thành Công được Hoa kiều thờ cúng như một vị thần ở miền duyên hải Trung Quốc, đặc biệt là ở Phúc Kiến, Đài Loan và Đông Nam Á. Người dân địa phương còn cho xây dựng miếu thờ có dựng tượng ông và mẹ ông tại thành phố Đài Nam, Đài Loan.
Vở kịch Quốc Tính gia hợp chiến (国性爺合戦) do Chikamatsu Monzaemon viết tại Nhật Bản vào thế kỷ XVIII được trình diễn lần đầu tại Kyoto. Một bộ phim điện ảnh vào năm 2001 có tên là Trịnh Thành Công (鄭成功 1661) do diễn viên Triệu Văn Trác đóng vai Trịnh Thành Công. Phim còn được đổi tên thành Kokusen'ya Kassen (国性爺合戦) sau vở kịch đã nói trên và phát hành tại Nhật Bản vào năm 2002.
Trong chính trị, Trịnh Thành Công là một nhân vật thú vị bởi vì một số lực lượng chính trị đối lập đã gọi ông là anh hùng. Vì lý do này, những bài tường thuật lịch sử liên quan đến ông thường xuyên khác nhau trong việc giải thích động cơ và liên kết của mình.
Ông được xem là anh hùng dân tộc tại Trung Quốc đại lục bởi vì ông đã đánh đuổi người Hà Lan ra khỏi Đài Loan và thiết lập chính quyền do người Trung Quốc cai trị trên hòn đảo.
Trong Thời kỳ Nhật Bản kiểm soát Đài Loan, Trịnh Thành Công được vinh danh như một cầu nối giữa Đài Loan và Nhật Bản để liên kết bà mẹ của ông đến Nhật Bản.
Quốc Dân Đảng Trung Quốc coi ông như một người yêu nước rút về Đài Loan và sử dụng nó như một căn cứ để khởi động phản công chống lại nhà Thanh ở Trung Quốc đại lục. Như vậy, những người Quốc gia thường so sánh ông với lãnh đạo của họ là Tưởng Giới Thạch.
Những người ủng hộ Đài Loan độc lập đã cảm kích trước Trịnh Thành Công. Những người ủng hộ độc lập Đài Loan gần đây cho rằng ông là một biểu tượng tích cực, mô tả ông như một anh hùng bản địa Đài Loan tìm cách giữ cho Đài Loan độc lập từ chính phủ Trung Quốc đại lục.
Trịnh Thành Công coi Đài Loan luôn là một phần của Trung Quốc, khi ông đang đàm phán với người Hà Lan, ông cảnh báo họ rằng họ đã vào lãnh thổ Trung Quốc, trước khi họ bị trục xuất khỏi Đài Loan.
Ông là một trong số 32 nhân vật lịch sử xuất hiện trong trò chơi điện tử Romance of the Three Kingdoms XI của hãng Koei.
Trong thời hiện đại, Trịnh Thành Công được coi là một anh hùng tại Trung Quốc, Đài Loan và Nhật Bản vì nhiều lý do khác nhau.